# 松岡映丘

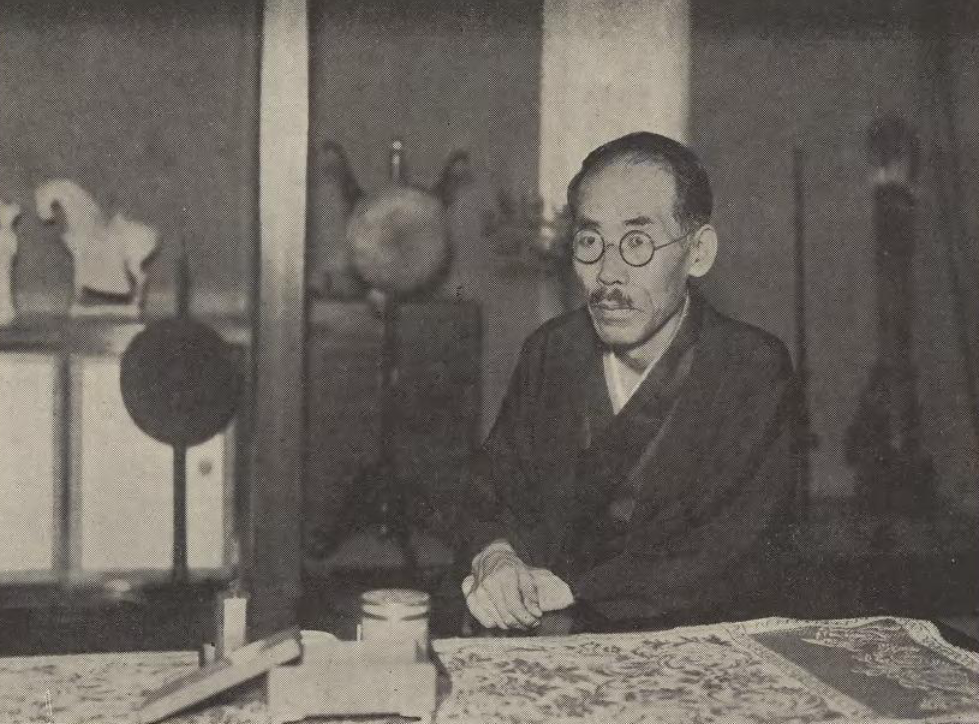
松岡映丘

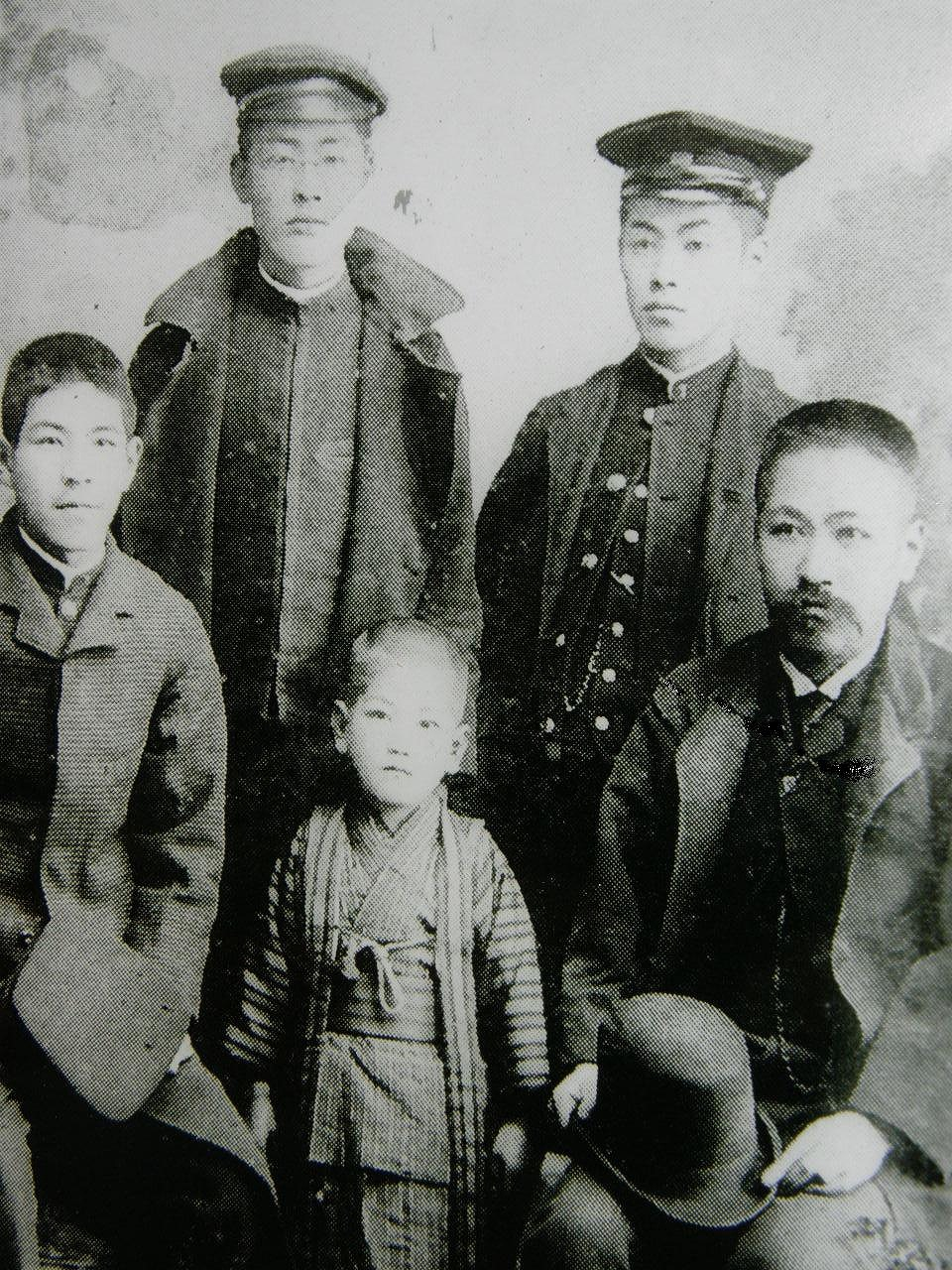
後列左が若き日の松岡輝夫（映丘）、後列右が柳田國男、前列右から、松岡鼎、松岡冬樹（鼎の長男）、鈴木博、1897年前後の撮影

松岡 映丘（まつおか えいきゅう、1881年（明治14年）7月9日 - 1938年（昭和13年）3月2日）は、大正・昭和初期にかけて活動した日本画家。本名は輝夫。

## 生涯
播磨北部の神東郡田原村辻川（現在の兵庫県神崎郡福崎町辻川）の旧家・松岡家に産まれた。父は松岡操。兄には医師の松岡鼎、医師で歌人・国文学者の井上通泰（松岡泰蔵）、民俗学者の柳田國男、海軍軍人で民族学者、言語学者の松岡静雄がおり、映丘は末子にあたる。他に3人の兄がいたが夭折し、成人したのは映丘を含め5人で、これが世にいう「松岡五兄弟」である。
幼少時に長兄の鼎に引き取られ、利根川べりの下総中部の布川町（現在の茨城県北相馬郡利根町）に移った。その時分より歴史画、特に武者絵を好み、日本画家を目指した。明治28年（1895年）、最初は狩野派の橋本雅邦に学んだが、鎧を描くのが大好きだった映丘には合わず半年ほどで通わなくなり、明治30年（1897年）に兄の友人田山花袋の紹介で、今度は住吉派（土佐派の分派）の山名貫義に入門する。そこで本格的に大和絵の歴史や技法、有職故実（朝廷・公家・武家の儀典礼式や年中行事など）を研究するようになる。
明治32年（1899年）に東京美術学校日本画科に入学し、ここでは川端玉章、寺崎広業らの指導を受ける。また在学中に小堀鞆音や梶田半古、吉川霊華らの「歴史風俗画会」に参加している。明治37年（1904年）に首席で卒業する。映丘の画号は在学中に兄井上通泰に付けられたもので、『日本書紀』「天岩戸再生の条」で美の形容して「映二丘二谷」から取られている。翌年、神奈川県立高等女学校と当時併設されていた神奈川女子師範学校の教諭を務めた。明治41年（1908年）、東京美術学校教授の小堀鞆音の抜擢で同校助教授に就任する。1912年の第6回文展において「宇治の宮の姫君たち」が初入選すると、以後官展を舞台に活動した。
1916年には「金鈴社」の結成に参加。1920年に、大阪堺出身の門人で、大阪では島成園門下だった林静野と結婚。静野の画業はよくわかっていないが、夫に勝るとも劣らない作品が残っている。1921年には自ら「新興大和絵会」を創立し、大正・昭和にかけて大和絵の復興運動を展開した。この会は1931年には解散したが、『絵巻物講話』（中央美術社）や、編著『図録絵巻物小釈』（森江書店、1926年）を著し、1929年には『日本絵巻物集成』（雄山閣）や『日本風俗画大成』（全10巻・中央美術社、復刻国書刊行会）の編纂を行った。
1928年秋に昭和天皇御大典を奉祝した記念絵画を納めている。1929年、第10回帝展に出品した《平治の重盛》で帝国美術院賞を受けた。1930年に帝国美術院会員に選ばれた。
1935年の帝展の改組で画壇が大きく揺れ、映丘は長年勤めた母校東京美術学校を辞し、同年9月に門下を合わせ「国画院」を結成した。1937年には帝国芸術院会員となる。
晩年は心臓性喘息を患い小石川区雑司ヶ谷の自宅で療養に努めていたが、1938年2月頃から病状が悪化。同年3月2日に自宅にて死去。56歳没。墓所は多磨霊園(10-1-13-19)。

## 代表作

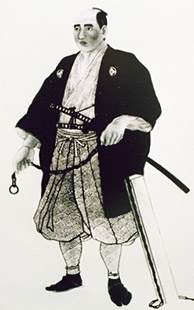
『間宮林蔵 肖像画』

| 作品名                      | 技法     | 形状・員数 | 寸法（縦x横cm） | 所有者                               | 年代               | 出品展                     | 落款・印章                        | 備考                   |
| --------------------------- | -------- | ---------- | --------------- | ------------------------------------ | ------------------ | -------------------------- | --------------------------------- | ---------------------- |
| 浦の島子                    | 絹本著色 | 1幅        | 170.4x84.8      | 東京藝術大学大学美術館               | 1904年（明治37年） |                            |                                   |                        |
| 間宮林蔵 肖像画             |          |            |                 |                                      | 1910年（明治43年） |                            |                                   | 東京大空襲で焼失       |
| 宇治の宮の姫君たち          | 絹本著色 | 六曲一双   | 各163.3x338.4   | 姫路市立美術館                       | 1912年（大正元年） | 第6回文展初入選            |                                   | 左隻は後補             |
| 住吉詣                      | 絹本著色 | 二曲一双   |                 | 三の丸尚蔵館                         | 1913年（大正2年）  | 第7回文展褒状              |                                   | 宮内庁買上げ           |
| 室君                        | 絹本著色 | 六曲一双   |                 | 永青文庫                             | 1916年（大正5年）  | 第10回文展                 |                                   | 重要文化財             |
| 道成寺                      | 絹本著色 | 六曲一双   | 各173.0x382.4   | 姫路市立美術館                       | 1917年（大正6年）  | 第11回文展特選三席         |                                   |                        |
| 山科の宿 雨やどり・おとづれ | 絹本著色 | 2巻        | 各62.5x1268.0   | 山種美術館                           | 1918年（大正7年）  | 第12回文展特選首席         |                                   | 詞書は正木直彦         |
| 伊香保の沼                  | 絹本着色 | 1幅        | 202.3x131.5     | 東京藝術大学大学美術館               | 1925年（大正14年） | 第6回帝展                  | 款記「映丘」/「麻通袁珂」朱文方印 |                        |
| 千草の丘                    | 絹本著色 | 1幅        |                 | 個人                                 | 1926年（昭和元年） |                            |                                   | 初代水谷八重子がモデル |
| 富岳茶園之図                | 絹本著色 | 1幅        |                 | 三の丸尚蔵館                         | 1928年（昭和3年）  |                            |                                   |                        |
| さつきまつ浜村              | 絹本著色 | 六曲一隻   | 101.5x189.0     | 練馬区立美術館                       | 1928年（昭和3年）  | 第9回帝展                  |                                   |                        |
| 屋島の義経                  | 絹本著色 | 額1面      | 188.0x99.5      | 東京国立近代美術館                   | 1929年（昭和4年）  | 翌年のローマ日本美術展出品 |                                   |                        |
| 右大臣実朝                  | 紙本著色 | 額1面      |                 | 帝国美術院所蔵、現在は日本藝術院会館 | 1932年（昭和7年）  | 第13回帝展                 |                                   |                        |
| 花のあした                  | 紙本著色 | 額1面      | 93.0x135.0      | 北海道立近代美術館                   | 1933年（昭和8年）  | 第14回帝展                 |                                   |                        |
| 神宮親謁                    |          | 額1面      |                 | 聖徳記念絵画館                       | 1936年（昭和11年） |                            |                                   |                        |
| 矢表                        | 絹本著色 | 六曲一双   | 各163.9x369.1   | 姫路市立美術館                       | 1937年（昭和12年） | 国画院第1回展              |                                   |                        |

## 弟子
- 岩田正巳
- 吉村忠夫
- 浦田正夫
- 柴田安子
- 杉山寧
- 髙山辰雄
- 橋本明治
- 山田秋衛
- 山口蓬春
- 山本丘人
- 林雲鳳

## 書籍
画集
- 『松岡映丘の画稿帖』（グラフィック社、1979年）
- 『現代日本絵巻全集6 鏑木清方／松岡映丘』（座右宝刊行会編、小学館、1984年）
- 『アート・ギャラリー・ジャパン 20世紀日本の美術3 杉山寧／松岡映丘』（集英社、1987年）ISBN 4-08-551003-7

展覧会図録
- 『特別展 生誕百年記念 松岡映丘その人と芸術』 山種美術館1981年10-11月
- 『生誕130年 松岡映丘 ─日本の雅─やまと絵復興のトップランナー』 姫路市立美術館2011年4-5月、島根県立美術館6-7月、練馬区立美術館10-11月

その他
- 村松梢風 『本朝画人伝』 中央公論社（中公文庫版は7巻収録、1977年 ISBN 978-4-122-00412-2。ハードカバー版は5巻収録、1972年、1985年 ISBN 978-4-124-02514-9）
- 野地耕一郎 「松岡映丘 《富岳茶園之図》」、青木茂・酒井忠康監修 『日本の近代美術6　大正・昭和の日本画─東京を中心に』所収、青木書店、1994年
- 平瀬礼太 「松岡映丘の画稿紹介」『姫路市立美術館 研究紀要』第12号・2011年、2012年3月、pp.1-18